# 橙斑刺尾魚
橙斑刺尾魚又稱一字刺尾鯛，俗名紅印倒吊、一字倒吊，為輻鰭魚綱鱸形目刺尾魚亞目刺尾魚科的其中一個種，於1801年由德國博物學家Marcus Elieser Bloch 和Johann Gottlob Theaenus Schneider首次正式描述，其模式產地為社會群島的塔希提島。

## 分布
本魚分布於印度太平洋海域，包括聖誕島、台灣、日本、澳洲、菲律賓、印尼、新幾內亞、馬里亞納群島、密克羅尼西亞、斐濟群島、夏威夷群島、萬那杜、索羅門群島等海域。

## 深度
水深3至46公尺。

## 特徵
本魚體呈橢圓形而側扁。頭小，頭背部輪廓隨著成長而凸出。口小，端位，上下頜各具一列扁平齒，齒固定不可動，齒緣具缺刻。體長在6公分以下時全身為黃色，稍大時則在肩部出現不明顯呈「一」字形的橙色橫斑。次成魚體為暗黃到棕色，橫斑變為明顯橙色，至成魚體色則以深黑色為底。在成長過程中體色常有前後濃淡不均的兩色現象。幼魚尾略凹入，成魚則成方形凹入，尾柄有突出的鱗片，較大的雄性有一個凸出的鼻子，這明顯地將它們與雌性區分開來，背鰭硬棘9枚、背鰭軟條23至25枚、臀鰭硬棘3枚、臀鰭軟條22至24枚。體長可達35公分。

## 生態
本魚幼魚常出現在較淺的內灣海域，多單獨或成小群活動。而成魚也多單獨或成群覓食，屬藻食性。

## 經濟利用
體色特別，為可愛的觀賞魚，大魚亦可食用，因體色特別，故不常食用，而食用時常做成味噌湯。